# Ube
Ube (宇部市, Ube-shi) és una ciutat de la prefectura de Yamaguchi, al Japó.
El març de 2016 tenia una població estimada de 169.178 habitants. Té una àrea total de 287,69 km².

## Geografia
Ube està situada al sud de la prefectura de Yamaguchi. Fa frontera amb el mar interior de Seto pel sud.

## Història
Ube fou fundada l'1 de novembre de 1921.
L'1 de novembre de 2004 Ube annexà el poble de Kusunoki del districte d'Asa.

## Agermanament
- Newcastle, Nova Gal·les del Sud, Austràlia, des del 21 de novembre de 1980
- Weihai, Shandong, Xina, des del 18 de maig del 1992

## Persones notables
- Naoto Kan, ex-primer ministre del Japó